# Indicador de la mel cua de lira
El indicador de la mel cua de lira (Melichneutes robustus) és una espècie d'ocell de la família dels indicatòrids (Indicatoridae) i única espècie del gènere Melichneutes. Habita a la selva humida de l'Àfrica central i Occidental.